# نیکلاس مایکل اوپل
نیکلاس مایکل اوپل (انگلیسی: Nicolaus Michael Oppel; ۷ دسامبر ۱۷۸۲ – ۱۶ فوریهٔ ۱۸۲۰)  استاد تاریخ طبیعی، و جانورشناس اهل پادشاهی بایرن بود.